# Асиртико
Асиртико (на гръцки: Ασύρτικο) е бял винен сорт грозде, произхождащ от остров Санторини (Тира), Гърция.
Виното има минерален профил. Гроздовете са с едри зърна, прозрачна жълто-златиста ципа и сочно месо.
Тъй като вулканичната почва на Санторини е изключително бедна и суха, лозите са издръжливи на горещина, суша и вятър, но се адаптират добре и към други условия.
Много от старите (над 70-годишни) насаждения в Санторини са устойчиви към лозова филоксера (Daktulosphaira vitifoliae). Възможно е тази резистентност, която липсва у други европейски сортове, да се дължи на почвата, а не на самите лози.